# Dragutin Lalović
Dragutin Lalović hrvatski je znanstvenik, politolog. Rodom je iz zajednice Crnogoraca u Hrvatskoj. Prevodi sa slovenskog, francuskog i talijanskog jezika. 
Na Fakultetu političkih znanosti Sveučilišta u Zagrebu počeo je raditi kao asistent 1975. Doktorirao je 1996., a u zvanje docenta izbran je 1998. Doktorirao je na temi Rousseaua i političkoj teoriji.
Pisao je članke za Političku misao, Međunarodne studije, Croatian Critical Law Review, Ljetopis crnogorski i Anale Hrvatskog politološkog društva. O crnogorskoj je državnosti pisao 2002. godine (Crnogorska država pred izazovom budućnosti: (o državotvornim kušnjama crnogorskog građanina)). Član je uredništva crnogorskog časopisa Matice iz Cetinja.
Bio je članom Savjeta za nacionalne manjine RH od 2003. sve do razrješenja zbog isteka mandata 17. ožujka 2011. godine.
Predsjednik RH Ivo Josipović odlikovao ga je 2011. Redom hrvatskog pletera "za osobiti i izniman doprinos u razvoju dobrosusjedskih odnosa, vraćanju međusobnog povjerenja i približavanja kulturnih vrijednosti između Republike Hrvatske i Crne Gore".
Napisao je knjige
- Država na kušnji[6]
- Mogućnosti političkoga: preko građanina ka čovjeku.